# Самусев, Михаил Алексеевич
Михаи́л Алексе́евич Са́мусев (24 августа (6 сентября) 1913; город Речица ныне Гомельской области, Белоруссия — 24 июня 1976; город Москва) — заслуженный лётчик-испытатель СССР (21 августа 1964), полковник (1956).

## Биография
Родился 24 августа (6 сентября) 1913 года в городе Речица Минской губернии. В 1930 году окончил школу-семилетку в Речице, в 1933 году — Московский техникум железнодорожного транспорта. Работал техником-нормировщиком в железнодорожном депо Москва-Сортировочная (1933—1934) и мастером ОТК механического цеха на чугунно-литейном заводе «Красный путь» (февраль-август 1934).
В армии с августа 1934. В 1936 окончил Ейскую военную авиационную школу морских лётчиков и лётчиков-наблюдателей. Служил в морской авиации (ВВС Черноморского флота). С сентября 1939 года — в запасе.
С ноября 1939 года по апрель 1941 года — лётчик-испытатель ЦАГИ, с апреля 1941 года по март 1943 года — лётчик-испытатель Лётно-исследовательского института. Провёл испытания истребителя ЛаГГ-3 с мотором ВК-105ПФ (в 1942 году), ряд испытательных работ на истребителях И-16, И-153, МиГ-3, Як-1, Як-7 и Ла-5, бомбардировщиках СБ и Ил-4, других самолётах.
С декабря 1941 года вновь в армии. Участник Великой Отечественной войны: в январе-марте 1942 — командир звена 237-го истребительного авиационного полка. Воевал на Калининском фронте, совершил 8 боевых вылетов на истребителе Як-1.
В июне 1943 — июле 1945 — лётчик-испытатель авиазавода № 21 (город Горький). Испытывал серийные истребители Ла-5, Ла-7 и их модификации.
В 1945—1946 — лётчик Главной инспекции по качеству Наркомата авиационной промышленности СССР. В 1945 и 1955 годах окончил курсы лётчиков-испытателей.
В июле 1946 — феврале 1948 — лётчик-испытатель Научно-исследовательского института самолётного оборудования (НИСО). Участвовал в испытаниях различного самолётного оборудования.
В феврале 1948 — сентябре 1950 — лётчик-испытатель НИИ-1. В 1949 году провёл испытания двигателя ТР-3 на самолётах Пе-8ЛЛ и Ту-2ЛЛ.
В 1950—1951 — лётчик-испытатель авиазавода № 82 (город Тушино). Испытывал серийные учебные бомбардировщики УТБ.
В 1951—1953 — лётчик-испытатель авиазавода № 293 (город Химки). Проводил испытания крылатой ракеты 16Х на бомбардировщиках Пе-8 и Ту-4.
В апреле 1953 — марте 1964 — лётчик-испытатель НИИ-17. Провёл испытания различных радиолокаторов, систем обнаружения и наведения на цель, новых радиосистем и другого спецоборудования на самолётах Ли-2, Ил-12, Ил-14, Ил-28, Ту-4 и Ту-16.
До мая 1965 года работал руководителем полётов в НИИ-17. С марта 1965 года полковник М. А. Самусев — в запасе.
Жил в Москве . Умер 24 июня 1976 года. Похоронен на кладбище «Островцы» в Московской области.

## Награды и звания
- орден Отечественной войны 2-й степени (29.04.1944)
- орден Красной Звезды (13.06.1952)
- медаль «За боевые заслуги» (20.06.1949)
- медали
- Заслуженный лётчик-испытатель СССР (21.08.1964)